# Brănești (Ilfov)
Brănești es una comuna situada al este del distrito de Ilfov en la que residen 8.531 habitantes (censo de 2002). Está compuesto por cuatro localidades: Brănești, Islaz, Pasărea y Vadu Anei.